# 5e cérémonie des Crime Thriller Awards
La 5e cérémonie des Crime Thriller Awards ou Daggers, organisée par la Crime Writers' Association s'est déroulée le 18 octobre 2012 et a récompensé les meilleures fictions policières ou thrillers en littérature, au cinéma et à la télévision.

## Palmarès

### Littérature

#### Gold Dagger
Policiers
- The Rage : Gene Kerrigan
  - Bereft : Chris Womersley
  - Vengeance in Mind : N. J. Cooper
  - The Flight : M. R. Hall

#### Ian FlemingSteel Dagger
Thrillers
- A Foreign Country : Charles Cumming
  - Dare Me : Megan Abbott
  - Les Deux Mondes (Reamde) : Neal Stephenson
  - The Fear Index : Robert Harris

#### John CreaseyMemorial (New Blood) Dagger
Premiers romans
- Land More Kind than Home : Wiley Cash
  - Heart-Shaped Bruise : Tanya Byrne
  - What Dies in Summer : Tom Wright
  - Good People : Ewart Hutton

#### People's Bestseller Dagger
Vote du public pour élire son auteur préféré.
- Kathy Reichs
  - Stuart MacBride
  - Jo Nesbo
  - Ann Cleeves
  - Anthony Horowitz

### Cinéma et télévision

#### Film Dagger
- La Taupe (Tinker Tailor Soldier Spy)
  - Drive
  - The Dark Knight Rises
  - L'Irlandais (The Guard)
  - Millénium, les hommes qui n'aimaient pas les femmes (The Girl With The Dragon Tattoo)

#### TV Dagger
- Sherlock
  - Une femme de confiance
  - Line of Duty
  - Les Enquêtes de l'inspecteur Wallander (Wallander)
  - Whitechapel

#### International TV Dagger
- Bron
  - Boardwalk Empire
  - Dexter
  - Homeland
  - The Killing (Forbrydelsen II)

#### Meilleur acteur
- Benedict Cumberbatch pour le rôle de Sherlock Holmes dans Sherlock
  - Kenneth Branagh pour le rôle de Kurt Wallander dans Les Enquêtes de l'inspecteur Wallander (Wallander)
  - Steve Buscemi pour le rôle de Enoch "Nucky" Thompson dans Boardwalk Empire
  - Damian Lewis pour le rôle de Nicholas Brody dans Homeland
  - Dominic West pour le rôle de Fred West dans Une femme de confiance

#### Meilleure actrice
- Claire Danes pour le rôle de Carrie Mathison dans Homeland
  - Brenda Blethyn pour le rôle de Vera Stanhope dans Vera
  - Sofie Gråbøl pour le rôle de Sarah Lund dans The Killing (Forbrydelsen)
  - Sofia Helin pour le rôle de Saga Norén dans Bron
  - Maxine Peake pour le rôle de Martha Costello dans Silk

#### Meilleur acteur dans un second rôle
- Martin Freeman pour le rôle de John Watson dans Sherlock
  - Alun Armstrong pour le rôle de John Southouse dans Garrow's Law
  - Alan Cumming pour le rôle d'Eli Gold dans The Good Wife
  - Phil Davis pour le rôle de Mickey Joy dans Silk et pour le rôle du DS Ray Miles dans Whitechapel
  - Laurence Fox pour le rôle du DS James Hathaway dans Inspecteur Lewis (Lewis)

#### Meilleure actrice dans un second rôle
- Kelly Macdonald pour le rôle de Margaret Schroeder dans Boardwalk Empire
  - Frances Barber pour le rôle de Caroline Warwick dans Silk
  - Archie Panjabi pour le rôle de Kalinda Sharma dans The Good Wife
  - Sarah Smart pour le rôle d'Anne-Brit Hoglund dans Les Enquêtes de l'inspecteur Wallander (Wallander)
  - Una Stubbs pour le rôle de Mrs Hudson dans Sherlock